# بيقية يوهانية
البيقية اليوهانية نوع نباتي يتبع جنس البيقية من الفصيلة البقولية. اسمه العلمي (باللاتينية: Vicia johannis).

## الموئل والانتشار
موطنها بلاد الشام وقبرص وتركيا والقوقاز وشمال حوض البحر الأبيض المتوسط. سميت نسبة إلى عالم النبات يوهان.

## الوصف النباتي
نبات عشبي. الورقة ريشية مركبة تنتهي بمحلاق.

## مرادفات للاسم العلمي
- (باللاتينية: Bona johannis (Tamamsch.) Stank. & Roskov)
- (باللاتينية: Vicia latifolia Moench)